# Cimexopsis nyctalis
Cimexopsis nyctalis är en insektsart som beskrevs av List 1925. Cimexopsis nyctalis ingår i släktet Cimexopsis och familjen vägglöss. Inga underarter finns listade i Catalogue of Life.